# William N. Sweeney

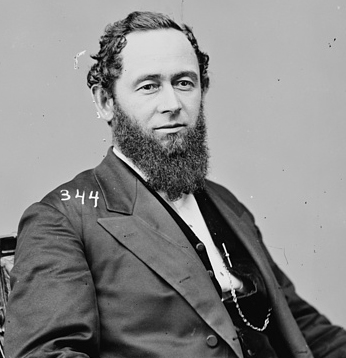
William N. Sweeney

William Northcut Sweeney (* 5. Mai 1832 in Liberty, Casey County, Kentucky; † 21. April 1895 in Owensboro, Kentucky) war ein US-amerikanischer Politiker. Zwischen 1869 und 1871 vertrat er den Bundesstaat Kentucky im US-Repräsentantenhaus.

## Werdegang
William Sweeney besuchte die öffentlichen Schulen seiner Heimat und das Bethany College im heutigen West Virginia. Nach einem anschließenden Jurastudium und seiner 1853 erfolgten Zulassung als Rechtsanwalt begann er in Liberty in diesem Beruf zu praktizieren. In den Jahren 1854 bis 1858 war Sweeney Staatsanwalt im Daviess County. Politisch war er Mitglied der Demokratischen Partei. Im Jahr 1860 gehörte er zu deren Wahlmännern, die bei den Präsidentschaftswahlen für Stephen A. Douglas stimmten.
Bei den Kongresswahlen des Jahres 1868 wurde Sweeney im zweiten Wahlbezirk von Kentucky in das US-Repräsentantenhaus in Washington, D.C. gewählt, wo er am 4. März 1869 die Nachfolge von Samuel McKee antrat. 1870 wurde er von seiner Partei für eine weitere Legislaturperiode im Kongress aufgestellt; er lehnte diese Nominierung jedoch ab. Daher konnte er bis zum 3. März 1871 nur eine Legislaturperiode im US-Repräsentantenhaus absolvieren. Nach dem Ende seiner Zeit im Kongress arbeitete er als Anwalt in Owensboro. Dort ist er am 21. April 1895 auch verstorben.